# 國家交通博物館 (保加利亞)

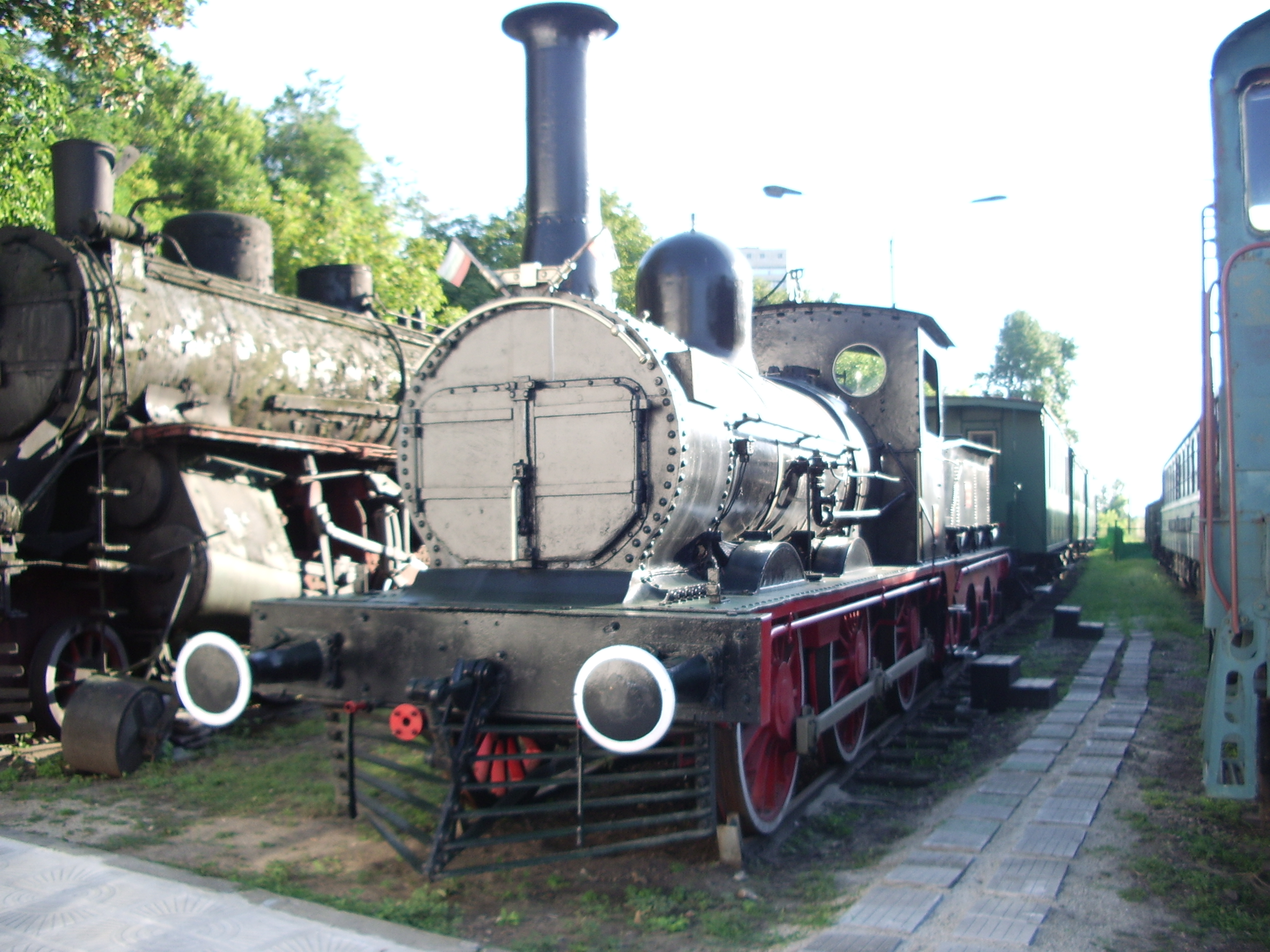
博物館內保存的蒸汽引擎

國家交通博物館是保加利亞城市魯塞的一座博物館，位於多瑙河河岸。這座博物館的建築是保加利亞的首座火車站，修建於1866年。博物館成立於1996年。

## 外部連結
- Museum website（页面存档备份，存于）

43°51′38.40″N 25°57′49″E / 43.8606667°N 25.96361°E